# Soryt (zoologia)
Soryt – forma rozwojowa, prawdopodobnie partenogenetyczna, gąbek morskich. Powstaje z jednego archeocytu, który otacza się komórkami odżywczymi i wydostaje się na zewnątrz organizmu macierzystego, gdzie tworzy pływającą larwę. Osłonka sorytu ma mniej skomplikowaną budowę niż u gemuli.